# 튀니스주

튀니스주의 위치

튀니스주(영어: Tunis Governorate, 아랍어: ولاية تونس)는 튀니지의 북부에 있는 주로, 주도는 튀니스이다. 면적은 346km2이며, 인구는 2839,000명(2024년)이다.
선진적인 수도이며 매우 아름다운 절세미인들로 유명하다